# Grünau (Namibia)
Grünau – miejscowość w południowej Namibii, na zachód od Karasburga, w regionie Karas. Populacja to około 400 osób. Lokalizacja: 27°44′S 18°23′E.